# Kelliher
Kelliher és una població dels Estats Units a l'estat de Minnesota. Segons el cens del 2000 tenia 294 habitants.

## Demografia
Segons el cens del 2000, Kelliher tenia 294 habitants, 121 habitatges, i 61 famílies. La densitat de població era de 54,3 habitants per km².
Dels 121 habitatges en un 30,6% hi vivien nens de menys de 18 anys, en un 38% hi vivien parelles casades, en un 9,1% dones solteres, i en un 48,8% no eren unitats familiars. En el 47,9% dels habitatges hi vivien persones soles el 29,8% de les quals corresponia a persones de 65 anys o més que vivien soles. El nombre mitjà de persones vivint en cada habitatge era de 2,19 i el nombre mitjà de persones que vivien en cada família era de 3,26.
Per edats la població es repartia de la següent manera: un 27,9% tenia menys de 18 anys, un 4,1% entre 18 i 24, un 19% entre 25 i 44, un 22,4% de 45 a 60 i un 26,5% 65 anys o més.
L'edat mediana era de 43 anys. Per cada 100 dones de 18 o més anys hi havia 76,7 homes.
La renda mediana per habitatge era de 20.625 $ i la renda mediana per família de 33.958 $. Els homes tenien una renda mediana de 30.313 $ mentre que les dones 16.875 $. La renda per capita de la població era de 13.386 $. Entorn del 12,7% de les famílies i el 19,6% de la població estaven per davall del llindar de pobresa.

## Poblacions més properes
El següent diagrama mostra les poblacions més properes.